# Кубок румунської ліги з футболу 2000
Кубок румунської ліги 2000 — 2-й неофіційний розіграш Кубка румунської ліги. Переможцем стала Глорія (Бистриця).

## 1/2 фіналу
| Команда 1         | Рахунок | Команда 2 |
| ----------------- | ------- | --------- |
| 28 травня 2000    |         |           |
| Рапід (Бухарест)  | 0:1     | Бакеу     |
| Глорія (Бистриця) | 2:1     | Петролул  |

## Фінал
| 1 червня 2000 |

| Глорія (Бистриця)               | 2:2      | Бакеу                 |
| ------------------------------- | -------- | --------------------- |
| Короян 32' Г.Піту 81' (пен.)    | Протокол | Аксінте 22' Болфе 75' |
|                                 | Пенальті |                       |
| - Раіляну - Синмертян - Захарюк | 3–1      | - Павел               |

| Стадіон «Котрокень», Бухарест Глядачів: 200 Арбітр: Віорел Ангеліней |